# Miguel Fernández Martín
Miguel Fernández Martín (Granada, 18 de mayo de 1950) es un escritor en esperanto y en español.

## Biografía
Miguel Fernández nació en Granada en 1950. En 1968 se trasladó a Madrid e inició sus estudios en la Universidad Politécnica. Realizó estudios de solfeo y canto. Aprendió Esperanto en 1981. Creador de las Lirikaj Festoj (Fiestas Líricas) de la Federación Española de Esperanto y cofundador del Grupo ibérico de escritores en esperanto. Vive gran parte del año en Madrid. Ha colaborado en varias revistas (Fonto, Heroldo de esperanto, Literatura foiro, La gazeto, Boletín, Beletra almanako. Caja de resistencia) y ha sido galardonado en varias ocasiones en la Internaciaj Floraj Ludoj (Juegos Florales Internacionales) y en los Concursos Literarios de UEA, de cuyo jurado es actualmente presidente. Fernández ha sido ponente en muchos congresos de esperanto, principalmente sobre la poesía y la literatura en general, y también recita y canta.

## Lista de obras

### En castellano
- Semilla de arrebol (antología 1993-2019), ed. Calumnia, 2019

### Cuentos y novelas en esperanto
- Ekstremoj (Extremos, con Camacho, Neves, y Liven Dek, ed. IEM, 1997)
- La vorto kaj la vento (La palabra y el viento, historias escritas entre 1992 y 2015; ed. Mondial, 2016)

### Poemarios en esperanto
- Ibere libere (Libremente, a la ibérica, con Jorge Camacho, Gonçalo Neves y Liven Dek, pseudónimo de Miguel Gutiérrez Adúriz, ed. Pro Esperanto, 1993)
- El la sonoraj soloj (Desde las soledades sonoras, ed. IEM, 1996)
- Nova mondo en niaj koroj (Un mundo nuevo en nuestros corazones, traducción de una antología en cuyo apéndice aparecen dos poemas ya publicados en El la sonoraj soloj; ed. Calumnia, 2016)

### Ensayos
- Sur la spuroj de Federico García Lorca (Tras las huellas de Federico García Lorca, monografía para un curso de verano de la Universidad de Santiago de Compostela que finalmente no se celebró; ed. Universidade de Santiago de Compostela, 1996)

### Traducciones
- Sanga nupto / La domo de Bernarda Alba (Bodas de sangre / La casa de Bernarda Alba), de Federico García Lorca (ed. La Misma, 1987)
- La blua hundo (El perro azul), de Guillermo Osorio (relato breve de un autor de Cuenca; edición bilingüe en un pequeño folleto, ed. Aguacantos, 1987)
- Poeto de l' popolo (Poeta del pueblo), antología de poemas de Miguel Hernández (ed. Grupo Esperanto de Valencia, 1988; segunda edición: Federación Española de Esperanto, 2018)
- Sanga nupto (Bodas de sangre), de Federico García Lorca (ed. Andaluzia Esperanto-Unuiĝo/Federación Española de Esperanto, 1998)
- Poezio: armilo ŝargita per futuro (Poesía: un arma cargada de futuro, antología de 35 poetas; Fernández tradujo 170 de los 182 poemas, y escribió la introducción, ed. SATeH, 2013)
- Memorindaj anarkiistoj kaj anarkiisma esperantismo (Anarquistas memorables y esperantismo anarquista, antología), ed. SATeH, 2014)
- Bohemiaj lumoj (Luces de bohemia), de Ramón del Valle Inclán (ed. Liceo Madrileño de Esperanto, 2015)
- Nova mondo en niaj koroj (Un mundo nuevo en nuestros corazones, antología con 23 autores españoles de poesía crítica en español, ed. Calumnia, 2016)
- Omaĝe al Lorca (Homenaje a Lorca, antología de poemas de Federico García Lorca, con comentarios y ensayos, editada por la Federación Española de Esperanto en la colección Hispana literaturo, con ocasión del 50.º aniversario de la publicación del "Romancero gitano" al esperanto[4])

### Enlace a reseñas
- (en esperanto) Reseñas de Fernández

- Datos: Q12352544
- Multimedia: Miguel Fernández Martín / Q12352544